# Álvaro de Mendoza Caamaño Sotomayor
Álvaro Eugenio de Mendoza Caamaño Sotomayor (Madrid, 14 de noviembre de 1671 -  23 de enero de 1761, palacio del Buen Retiro, Madrid). 
Hijo de Antonio Domingo de Mendoza, segundo marqués de Villagarcía y virrey de Valencia, y de Juana Catalina de Rivera y Ronquillo. 
Se doctoró en teología en la Universidad de Ávila. En 1699, el rey Carlos II le otorgó el hábito de la orden de Santiago.
Ordenado sacerdote en 1715, fue arcediano de Toledo y de Santiago de Compostela. Fue capellán del real Monasterio de la Encarnación; El rey Felipe V lo nombró patriarca de las Indias Occidentales en 1733 y en 1734 abad de Alcalá la Real.
Fue creado cardenal presbítero en abril de 1747. Fue famoso por su aversión al lujo y a la arrogancia y por ser caritativo y distribuir sus dineros entre los pobres.
Fue enterrado en el monasterio de San Gil, Madrid.